# Daniel DeSanto
Daniel DeSanto est un acteur canadien né le 3 octobre 1980.

## Filmographie
- 1989 : La Famiglia Buonanotte : Michaelangelo Buonanotte
- 1990 : Premiers pas dans la mafia (The Freshman) : Mall Patron
- 1991 : Eric's World (série télévisée) : Horace
- 1991 : The Return of Eliot Ness (TV) : Newsboy #2
- 1993 : Les Parents que j'ai choisis (Gregory K) (TV) : Jeremiah Kingsley
- 1994 : The Adventures of Dudley the Dragon (série télévisée) : Matt
- 1994 : Le Bus magique (série télévisée) : Carlos Ramon (voix)
- 1994 : Fais-moi peur ! ("Are You Afraid of the Dark?") (série télévisée) : Tucker (1994-1996)
- 1995 : Prince for a Day (TV) : Carlo
- 1996 : Monster by Mistake (série télévisée) : Billy Castleman (voix)
- 1997 : The Don's Analyst (TV) : Young Vincent
- 1998 : Les Fumistes (Half Baked) : After School Son
- 1999 : Are You Afraid of the Dark? (série télévisée) : Tucker (1999-2000)
- 2000 : Le Fantôme du cinéma (Phantom of the Megaplex) (TV) : Theatre usher
- 2001 : Sourire d'enfer ("Braceface") (série télévisée) : Brock Leighton (2001-2003) (voix)
- 2002 : Beyblade ("Bakuten shoot beyblade") (série télévisée) : Rei (voix)
- 2004 : Lolita malgré moi (Mean Girls) : Jason
- 2004 : Beyblade: The Movie - Fierce Battle (vidéo) : Ray (voix)
- 2014 : Défis extrêmes : L'Île de secours  (Total Drama : Pahkitew Island) : Dave